# ポントの王ミトリダーテ
『ポントの王ミトリダーテ』（Mitridate, re di Ponto）K.87(74a) は、ヴォルフガング・アマデウス・モーツァルトが作曲した3幕からなるオペラ。モーツァルトの最初のオペラ・セリアである。

## 概要
1770年の7月27日に、14歳のモーツァルトはボローニャで、当時オーストリア領だったロンバルディア地方総督府長官フィルミアン伯爵からの依頼を受け、リブレットを受け取った後、同年の9月29日にボローニャで序曲とレチタティーヴォの作曲に着手した。10月18日にミラノに到着したのちに、歌手の注文を聞きながら本格的に作曲を進めていった。12月末には全曲が完成し、初演は12月26日にミラノ宮廷劇場において、モーツァルト自身の指揮によって行われ、大成功を収めたという。
モーツァルトは、実地でイタリア・オペラの様式を学び取るとともに、このオペラの成功によって翌年の1771年に『アルバのアスカニオ』や『ルーチョ・シッラ（ルチオ・シルラ）』なども作曲している。
なお、このオペラの登場人物であるミトリダーテは、プルタルコスの『対比列伝』（英雄伝）の中のマリウスやスッラの伝記にも登場する、アナトリア半島のポントスの王ミトリダテス6世（紀元前120年 - 紀元前63年）のことである。ミトリダテス6世はローマ内部の抗争に乗じて小アジア一帯に勢力を広げると共に、ローマの東方における覇権に挑戦して3次にわたって戦火を交えた人物であった。

## リブレット
ヴィットーリオ・アマデオ・チーニャ＝サンティのテキスト、ジュゼッペ・パリーニ訳のジャン・ラシーヌの悲劇による。

## 配役
- ミトリダーテ、ポントの王（テノール）
- アスパージア、ミトリダーテの婚約者（ソプラノ）
- シーファレ、ミトリダーテの息子（ソプラノ）
- ファルナーチェ、ミトリダーテの長男（アルト）
- イズメーネ、パルティア王の娘、（ソプラノ）
- マルツィオ、ローマの護民官（テノール）
- アルバーテ、ニンフェアの領主（ソプラノ）

## 楽器編成
フルート2、オーボエ2、ホルン4、ファゴット2、トランペット2、ヴァイオリン2部、ヴィオラ2部、チェロ、バス、ティンパニ、通奏低音（チェンバロかチェロ）

## あらすじ

### 序曲
序曲は、アレグロ（ニ長調、4分の4拍子）－アンダンテ・グラツィオーソ（イ長調、4分の2拍子）－プレスト（8分の3拍子）の3楽章の構成をとる、典型的なイタリア風序曲あるいはシンフォニアである。
　

### 第1幕
黒海沿岸のポントス（ポント）の王ミトリダーテは、ローマに対する戦役に出陣するに際して、結婚を約していたアスパージアを、2人の息子シーファレと兄ファルナーチェに託していた。そのミトリダーテが戦死したという報告が伝わり、かねてからアスパージアに対してよこしまな恋心を抱いていたファルナーチェは、その思いを遂げようとしてアスパージアに迫る。アスパージアは既に密かな愛を感じていたシーファレに対して保護を願う。ファルナーチェはアスパージアをはっきりと自分のものにしようと迫るが、彼女はこれを拒み、シーファレに助けを求める。2人は争うが、そこにニンフェアの領主であるアルバーテが来て、2人を押し留める。アルバーテは「ミトリダーテは生きていて、しかもニンフェアの港に帰ってきた」と告げる。2人は争いを止め、ミトリダーテを迎えようとする。だが、ファルナーチェはミトリダーテを裏切ろうとし、一方シーファレは父に従う気持ちを捨てなかった。つづいてローマの護民官であるマルツィオが登場し、ファルナーチェに対してローマ側に寝返るようにすすめる。
場面は港の情景に転換し、ミトリダーテがファルナーチェの花嫁としてイズメーネを連れて船を降りてくる。シーファレとファルナーチェも父親を迎えにやって来る。イズメーネはファルナーチェとの再会にもあまり心が動かず、アルバーテに対してミトリダーテは、自分が故意に戦死の報告を流し、2人の息子のアスパージアに対する態度を知ろうとしたのであると打ち明ける。アルバーテが2人の王子のとった態度について報告すると、ミトリダーテはファルナーチェの行為に激怒し、シーファレの態度には一応安堵する。

### 第2幕
ファルナーチェとイズメーネとのやりとりで始まり、イズメーネはファルナーチェの心変わりを責めるが、ファルナーチェは相変わらず冷たいままである。ミトリダーテはイズメーネに、息子だとしても容赦はしないと語る。つづいてミトリダーテとアスパージアとのやりとりがあり、彼は許婚がファルナーチェを愛していると思い込む。アスパージアはこの後、初めてシーファレに自分の思いを告白する。ミトリダーテが一同を呼ぶのを知って、アスパージアはシーファレを完全に避けようとする。
場面が転換してミトリダーテの陣営となる。ミトリダーテはイズメーネに、ファルナーチェはアスパージアによこしまな恋心を抱いているばかりか、敵国のローマに通じている裏切り者であると告げる。ミトリダーテは2人の息子を呼びつけ、ローマに対する戦争の続行と敵の本拠地であるローマを攻撃すると宣言する。しりごみするファルナーチェ、進んでローマへの攻撃を自分に任せるよう進み出るシーファレ。ローマの護民官マルツィオの出現にミトリダーテは激怒し、マルツィオを追いやる。父の怒りに触れたファルナーチェは、弟シーファレこそアスパージアの恋の相手であると暴露する。ミトリダーテは驚愕し、事実を確かめるべくシーファレをテントの陰に隠れさせ、アスパージアに罠をかける。彼女は罠に気付かずに、自分が愛しているのはファルナーチェではなくシーファレであると告白してしまう。事実を知ったミトリダーテは復讐を誓う。残されたアスパージアとシーファレは互いに自分の死を求め、やがて一緒に自殺しようと考える。

### 第3幕
架空庭園にミトリダーテが姿を現し、つづいてイズメーネに付き添われて来たアスパージアが登場する。ミトリダーテは自分を裏切った2人の息子を殺す決意を述べる。イズメーネはミトリダーテを諭し、アスパージアはシーファレの消息を尋ね、ミトリダーテはやはり自分の妃となって欲しいと乞う。これを拒むアスパージアも自分の復讐の生贄にしようというミトリダーテの前にアルバーテが駆けつけ、ローマ軍が上陸し、ミトリダーテの軍勢が潰走したと報告する。ひとり残されたアスパージアには毒の入った杯が届けられる。杯を飲み干そうとする瞬間、シーファレが兵士たちと登場して飲むのを止めさせる。自分はミトリダーテと共に戦争に行くと語って、兵士にアスパージアを託したシーファレは、自分はもうこうした人生に疲れたと歌う。
場面がニンフェアの城壁に通じる塔の内部に転換し、ファルナーチェは鎖に繋がれている。マルツィオがローマ兵と共に登場して、ファルナーチェを解放する。しかしファルナーチェは良心の呵責に苛まれる。
再び場面はニンフェアの王宮の大広間に変わり、負傷したミトリダーテが運ばれて来るが、シーファレとアルバーテが付き添っている。ミトリダーテは自分の死を覚悟し、シーファレの忠誠心と勇気の証人になったことを喜ぶ。アスパージアが登場すると、ミトリダーテは彼女をシーファレに委ねる。そこにファルナーチェとイズメーネも姿を現すが、イズメーネはファルナーチェもローマ軍を撃破し、その軍艦に火を放った忠誠心の持ち主であると告げる。ミトリダーテは彼を許し、こうしてシーファレとアスパージア、ファルナーチェとイズメーネは結ばれ、ミトリダーテは心安らかに息絶える。そしてポントをはじめとする東方の国々は、ローマに屈服することなく戦い続けることを誓う。

## 録音
以下に例を挙げるように、多くの録音が残されている。
- クリストフ・ルセ指揮、レ・タラン・リリク（CD）
- レオポルト・ハーガー指揮、ザルツブルク・モーツァルテウム管弦楽団（CD）
- ポール・ダニエル指揮、コヴェント・ガーデン王立歌劇場管弦楽団（DVD）
- ニコラウス・アーノンクール指揮、ウィーン・コンツェントゥス・ムジクス（DVD）
- マルク・ミンコフスキ指揮、レ・ミュジシャン・デュ・ルーヴル（ルーヴル宮音楽隊）（DVD）